# 西薩拉茹鄉
西薩拉茹鄉（波斯語：‎），是伊朗东阿塞拜疆省马拉蓋縣中心区的鄉。 2006年人口普查顯示該鄉人口为21,577人，分布在 5,306個家庭。西薩拉茹鄉辖有25个村。